# Jonas L.A.
Jonas L.A., prima nota come Jonas, è una serie televisiva trasmessa da Disney Channel, i cui protagonisti sono i Jonas Brothers, una band molto famosa composta da tre fratelli statunitensi.
I cantanti avevano annunciato, dopo essere stati i protagonisti di Camp Rock, che avrebbero interpretato loro stessi in una serie televisiva. Nell'idea originale, sarebbero dovute essere spie che suonavano in una band come copertura e si era pensato al titolo J.O.N.A.S., un acronimo che stava per Junior Operatives Networking As Spies.
La serie è andata in onda per la prima volta negli Stati Uniti dal 2 maggio 2009 e in Italia dal 18 settembre 2009 è approdata a pagamento su Disney Channel in prima visione. Il 3 maggio 2010 la serie è andata anche in onda in chiaro su Italia 1. La seconda stagione va in onda dal 20 giugno 2010 negli USA e in Italia dal 7 ottobre 2010 su Disney Channel e in chiaro su Italia 1 dal 6 giugno 2011; il suo titolo originale è cambiato in Jonas L.A, in quanto le vicende si svolgono a Los Angeles.
Questa è stata la prima serie di Disney Channel a non aver avuto un pubblico dal vivo, seguita da Harley in mezzo.

## Trama
In un'ex-caserma dei pompieri vive la famiglia Jonas, composta da Tom, Sandy e i tre fratelli rockstar Joe, Nick e Kevin, assieme al loro fratellino, Frankie. I tre ragazzi frequentano un liceo dove tutti sono abituati alla loro presenza, meno che Macy Misa (la migliore amica di Stella), la fan numero 1 dei Jonas Brothers. In questa scuola, i ragazzi avranno modo di fare nuove esperienze, per poi andare in tour al termine dell'anno scolastico. Una volta terminate le tappe, il trio si trasferirà a Los Angeles, in California, per il periodo estivo. Ed è proprio nella terra del cinema che i tre fratelli avranno modo di fare nuove, grandi conoscenze, e di far luce nei propri sentimenti...

## Personaggi e interpreti

### Personaggi principali
- Kevin Jonas, interpretato da Kevin Jonas, doppiato da Fabrizio De Flaviis.
È il più grande dei tre fratelli, anche se in realtà è il più infantile. Adora le lontre che suonano le trombe, ed oltretutto ha un grande varietà di chitarre elettriche. Kevin ama fare gli scherzi a Nick, anche perché con il più piccolo del trio è più facile fare scherzi. Una volta ha morsicato una candela di cera al profumo di spaghetti. È un appassionato dei fantasmi, anche se è facile prenderlo in giro proprio in quest'argomento (addirittura crede che una normale videocamera sia in realtà un aggeggio per individuare entità spettrali solo perché vi è un fantasma-adesivo attaccato all'apparecchio!); nella seconda stagione scopre di possedere un talento per la regia.
- Joe Jonas, interpretato da Joe Jonas, doppiato da Flavio Aquilone.
È noto come il rubacuori del gruppo, è un ragazzo carino e simpatico, Tuttavia, anche lui è appassionato di ragazze, tanto che in più occasioni chiede a qualcuna di uscire con lui, e non perde l'occasione di flirtare. Tuttavia, egli non ama ricevere un "no" come risposta alle sue proposte d'appuntamento, e per questo prova in tutti i modi a convincere la ragazza in questione ad uscire con lui. È leggermente egocentrico. Ha avuto una storia con Stella, ma non è voluto andare in fondo per non rovinare la loro amicizia. Nonostante questo, nella seconda stagione si dimostra ancora innamorato di lei in vari episodi. Nell'ultimo episodio della seconda stagione, si fidanzeranno ufficialmente, dopo esser stato il compagno di Vanessa Paige, attrice hollywoodiana: infatti, Joe e Vanessa hanno avuto una storia d'amore che ha fatto ingelosire pesantemente Stella, tanto fa portarla a chiedere a Joe di non baciare Vanessa durante le riprese di un film, facendo arrabbiare molto quest'ultima.
- Nick Jonas, interpretato da Nick Jonas, doppiato da Mattia Ward.
È il più piccolo e forte dei tre fratelli ed è il più serio, però è anche carino come Joe. I suoi familiari lo criticano perché ha storie d'amore troppo brevi. Oltre tutto, egli è solito correre subito in quarta non appena si innamora di una ragazza, e per questo riceve molte delusioni in amore (gli è capitato ben 6 volte durante la serie!). Non sorride molto, e per questo viene a volte preso in giro dai tre fratelli Joe, Kevin e Frankie. Da piccolo (quando aveva 5 anni) sapeva già suonare la batteria, tanto che l'assolo che fa ai concerti è risalente proprio alla sua giovane infanzia. Nella seconda stagione comincerà ad interessarsi alle ragazze, infatti si fidanzerà ufficialmente con Macy dopo averle scritto e cantato una canzone.
- Stella Malone, interpretata da Chelsea Kane, doppiata da Gemma Donati.
È l'amica più intima dei Jonas, che conosce da quand'era bambina, ed è la loro stilista. Progetta spesso diversi capi di abbigliamento, come la linea stelcro. Ha inoltre progettato e costruito un apparecchio dove si possono combinare i vestiti per i Jonas, a seconda di alcune condizioni stagionali e così via... Ha avuto una storia con Joe, ma hanno deciso di non continuare per non rovinare la loro amicizia in caso di rottura. Nonostante questo, anche lei è ancora innamorata di Joe. Nell'ultimo episodio della seconda stagione, si fidanzeranno ufficialmente, confermando lo con un bellissimo bacio.
- Macy Misa, interpretata da Nicole Anderson, doppiata da Valentina Favazza.
È la fan numero uno dei Jonas e li ha conosciuti intimamente grazie a Stella. Lavora nel negozio di sua madre. Nonostante li conosca molto bene, continua a svenire ogni volta che parla con loro. Nella seconda stagione si fidanza con Nick. È una ragazza sportiva.
- Tom Jonas, interpretato da John Ducey, doppiato da Mauro Gravina.
È il padre dei ragazzi, non che manager della band Jonas (il nome anche della strada in cui vive la famiglia Jonas).
- Frankie Jonas, interpretato da Frankie Jonas, doppiato da Federico Bebi.
È il più piccolo dei Jonas. Anche se ha solo 10 anni, è molto più furbo dei fratelli maggiori. È innamorato di Macy, ma la scaricherà quando scoprirà che non sa cucinare.
- Big Man/Big Rob, interpretato da Robert Feggans.
È la guardia del corpo dei Jonas. Adora i muffin e ha una nipote di nome Kiara.

### Personaggi ricorrenti
- Sandy Jonas (Rebecca Creskoff): è la mamma dei Jonas. (st. 1)
- Van Dyke Tosh (Chuck Hittinger): è l'amore occasionale di Stella. (st. 1)
- Mrs. Snark (Tangelina Rouse): è la professoressa dei Jonas. (st. 1)
- Dennis Zimmer (Adam Hicks): è un nuovo amico dei Jonas. (st. 2)
- Vanessa Paige (Abby Pivaronas): è un'attrice innamorata di Joe. (st. 2)
- Lisa Malone (Beth Crosby): è la zia di Stella. (st. 2)
- Mona Klein (Debi Mazar): è la regista del film che farà Joe. (st. 2)
- Kiara Tishanna (China Anne McClain): è la nipote di Big Man. (st. 2)
- David Henrie (David Henrie): è il rivale di Kevin. (st. 2)

## Episodi
| Stagione         | Episodi | Prima TV originale | Prima TV Italia |
| ---------------- | ------- | ------------------ | --------------- |
| Prima stagione   | 21      | 2009-2010          | 2009-2010       |
| Seconda stagione | 13      | 2010               | 2010-2011       |

## Canzoni
Nella prima stagione di Jonas i Jonas Brothers cantano 11 canzoni scritte da loro stessi.
- Pizza Girl
- Keep It Real
- Live To Party (sigla)
- Give Love A Try
- Work It Out
- Tell Me Why
- I Did It All Again
- Love Sick
- Time Is On Our Side
- Left My Heart In Scandinavia

Nella seconda stagione di Jonas L.A. i Jonas Brothers cantano 13 canzoni scritte da loro stessi.
- Feelin' Alive
- L.A. Baby (Where Dreams Are Made Of) (sigla)
- Your Biggest Fan
- Critical
- Hey You
- Things Will Never Be the Same
- Fall
- Summer Rain
- Drive
- Invisible
- Make It Right
- Chillin' in the Summertime
- Set This Party Off